# Masacre del 27 de octubre
La Masacre de Tepic o la Masacre del 27 de octubre fue un crimen cometido a manos del narcotráfico, que tuvo lugar el 27 de octubre de 2010 en la ciudad de Tepic en el estado de Nayarit, cuando un grupo armado que descendió de unas camionetas acribilló a 15 jóvenes que trabajaban en un autolavado en la colonia Lázaro Cárdenas al norte de la ciudad.

## Hechos
Aproximadamente a las 9:57 del 27 de octubre de 2010 sobre la avenida Rey Nayar y Río Suchiate en la colonia Lázaro Cárdenas del municipio de Tepic en un negocio de auto lavado, un comando armado acribilló a 16 jóvenes que se encontraban trabajando en este establecimiento, matando a 15 y dejando herido a uno. 11 de los jóvenes estaban en rehabilitación. Los vecinos de la colonia reportaron a emergencias que se habían escuchado detonaciones de arma de fuego, en días anteriores un hombre ya había sido ejecutado en otro autolavado de esa ciudad. La ciudad ya en ese lapso había superado las 250 muertes a causa del crimen organizado junto con su área conurbada con Xalisco. Esta masacre es la segunda peor masacre que se ha registrado en la historia del estado de Nayarit, solo por debajo de la Masacre en Ruiz la cual dejó un saldo de 29 sicarios muertos.

## Antecedentes
Días antes ocurrieron dos masacres, la primera en Ciudad Juárez cuando un grupo armado asesinó a 13 jóvenes que se encontraban celebrando una fiesta, eso revivió los momentos trágicos del pasado 31 de enero donde 18 jóvenes fueron ejecutados en Villas de Salvárcar. La segunda masacre en la ciudad de Tijuana cuando 16 internos de un centro de rehabilitación fueron ultimados por un grupo armado que interrumpió en este centro. 
El presidente de la república Felipe Calderón dio un informe donde condena estos actos violentos a los jóvenes mexicanos. Estos actos se atribuyen a que el pasado 18 de octubre el gobierno decomisó 134 toneladas de marihuana en la ciudad de Tijuana, el crimen organizado respondió que por cada tonelada habría un muerto. Estos hechos ya habían sucedido en la ciudad de Torreón donde 18 personas fueron asesinadas cuando celebraban una fiesta de cumpleaños (Masacre de Torreón).